# Туан, И-Фу
И-Фу Туан (кит. трад. 段義孚, упр. 段义孚, пиньинь Duàn Yìfú, палл. Дуань Ифу; 5 декабря 1930, Тяньцзинь, Хэбэй — 10 августа 2022) — американский географ китайского происхождения, один из основоположников гуманитарной географии, автор концепции топофилии. Лауреат Премии Вотрена Люда — аналога Нобелевской премии в области географии.

## Образование
И-Фу Туан родился в 1930 году в Тяньцзине, на территории тогдашней Китайской Республики в семье дипломата. В детские годы его семья часто переезжала, так что в школе он учился в трёх странах: началось в Китае, продолжилось в Австралии и на Филиппинах.
По окончании школы Туан переехал в Великобританию, где поступил в Университетский колледж Лондона, однако вскоре покинул его и заново поступил в Оксфордский университет, где и получил степень бакалавра в 1951 году, а затем степень магистра в 1955. После этого Туан переехал в Калифорнию, где поступил в аспирантуру Калифорнийского университета в Беркли. Во время обучения в Беркли Туан был очарован красотой диких ландшафтов пустынь американского юго-запада, по выходным он часто уезжал далеко за город с палаткой, чтобы «почувствовать» ландшафт. К этому времени относится зарождение его идей о важности мест для человека и начало попыток соединения географии с философией и психологией. В 1957 году Туан защитил диссертацию по геоморфологии на тему «Происхождение педиментов юго-восточной Аризоны».

## Карьера
Вскоре после защиты диссертации И-Фу Туан получил временную позицию в Индианском университете, где преподавал географию с 1956 по 1958 год. После этого он перебрался назад на юго-запад в Университет Нью-Мексико, где вновь погрузился в исследования пустынь и свойств места. В 1964 году опубликовал в журнале «Landscape» первую значимую статью «Mountains, Ruins, and the Sentiment of Melancholy» (рус. Горы, руины и чувство меланхолии), в которой рассмотрел отражение физико-географических объектов в культуре. В 1966—1968 годах Туан работал в Торонтском университете, где написал следующую крупную статью «The Hydrologic Cycle and the Wisdom of God» (рус. Круговорот воды и божественная мудрость), в которой обратился к исследованию мировых религий через призму их взглядов на природу гидрологического цикла.
Проведя в Торонтском университете два года, Туан переехал в Миннесотский университет, в котором написал свои наиболее известные труды. В 1974 году Туан публикует свою наиболее известную впоследствии работу «Топофилия», в которой детальным образом осветил вопросы связи человека и места, восприятия мест людьми, любви человека к месту, ценностных характеристик ландшафта. В 1977 году в статье «Space and Place: The Perspective of Experience» (рус. Пространство и место: перспектива опыта) дал классические определения фундаментальных географических понятий: пространства и места. Во время работы над «Топофилией» Туан пришел к выводу, что люди постигают места не только через чувственный опыт, но и через веру, эта идея легла в основу его следующей книги «Landscapes of Fear» (рус. Ландшафты веры). Проработав в Миннесотском университете более 10 лет, Туан, в поисках новых эмоций для выхода из кризиса среднего возраста переезжает в Висконсинский университет, где пишет несколько крупных работ, в том числе книгу «Dominance and Affection: The Making of Pets» (рус. Превосходство и привязанность: создание домашних животных), в которой рассматривает взаимоотношения человека и окружающей среды через призму изменения ландшафтов в результате одомашнивания людьми животных. Эта работа была отмечена Американским географическим обществом медалью Каллума.
Скончался 10 августа 2022 года.